# Chiesa di Sant'Agostino (Ascoli Piceno)
La chiesa di Sant'Agostino è un luogo di culto cattolico, ubicato nel centro storico di Ascoli Piceno nell'omonima piazza, nel quartiere di San Giacomo.

## Storia e descrizione
Un primitivo luogo di culto, forse un oratorio, fu eretto nella prima metà del duecento, presumibilmente in contemporanea con l'arrivo degli Eremitani, risalente al 1239, in stile romanico.
Tra il 1317 ed il 1381 la struttura fu ingrandita e venne concepita in tre navate, con la realizzazione delle fiancate esterne, di chiaro impianto trecentesco. Tuttavia fu nel corso del quattrocento che fu realizzato il decisivo intervento di inversione della pianta, giunto fino ai giorni nostri, tanto che questa chiesa presenta un inconsueto asse est-ovest.
A partire dal 1483 viene rinnovato l'interno, secondo i canoni dell'architettura rinascimentale, con richiami all'edilizia agostiniana realizzate in altre città, nello stesso periodo.
Nel XVI secolo viene completato il rinnovamento con la realizzazione della facciata e di due portali. Come in molte altre chiese l'interno venne arricchito in epoca barocca di un apparato decorativo costituito da altari ed altri decori, parzialmente cancellati duranti i lavori di "ripristino" effettuati nel corso del novecento.

### Esterno
La facciata si mostra col suo fronte rettangolare, scandito in tre parti con due lesene e due contrafforti esterni, su cui si aprono, come nella vicina chiesa di San Pietro Martire, con tre finestre rotonde ed un portale decorato, risalente e datato 1547, anno del suo completamento, eseguito dai maestri lombardi Ferrone e Comiso. Sull'architrave è riportata l'epigrafe scalpellata in latino medievale: «HANC DENUO NOVAM PORTAM DIVO AUGUSTINO DNSI ANTONINUS MORUS IUSSIT FIERI MDXXXXVII», ossia: «Questa nuova porta per il divino Agostino, Antonino Moro fece costruire. 1547».
Il fianco sud, prospiciente corso Giuseppe Mazzini, è scandito da contrafforti e finestroni rettangolari di forma trilobata. La rigorosa scansione è interrotta sullo spigolo con la facciata principale, da un'epigrafe, datata 1525, con tre stemmi scalpellati, pertanto illeggibili, che informa di lavori stradali effettuati, per ordine del Governatore e del Podestà di Ascoli, su quattro strade urbane. A circa due terzi della lunghezza si apre un portale classicheggiante del 1544, inquadrato da semicolonne doriche rastremate, munito di timpano triangolare con un fregio a triglifi e l'iscrizione sull'architrave: "HEC EST DOMUS DEI ET PORTA CELI MDXLIIII".
La parte terminale si evidenzia la grande abside pentagonale, parzialmente inglobata nel complesso del convento e visibile per la sua gran parte in uno dei saloni della Biblioteca comunale "Gabrielli", di cui costituisce la parete di fondo. La parte absidale è sormontata da un campanile a vela.

### Interno

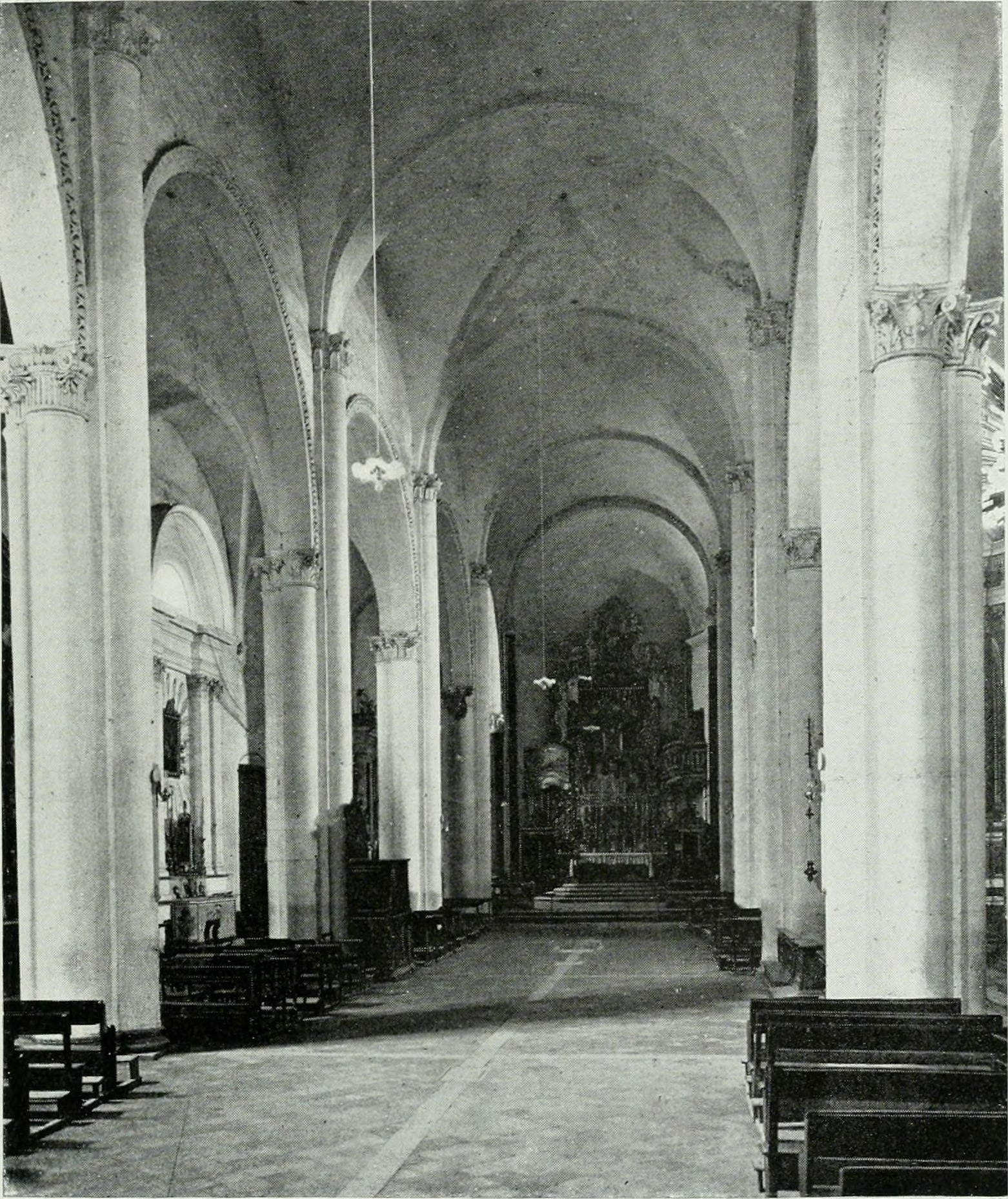
L'interno nel 1905

L'interno dell'aula liturgica appare nella sua austera e semplice linearità, il suo spazio è scandito da pilastri che si sviluppano da basi quadrangolari sormontati da capitelli corinzi. Tale rimaneggiamento interno venne realizzato da Giuliano Zanobi di San Miniato a partire dal 1485, pertanto rappresenta un caso quasi unico nell'ambito degli edifici di culto ascolani, di un intervento realizzato da maestranze non lombarde.
Gli altari, attualmente concentrati lungo la navata destra, sono arricchiti di marmi e figure plasmate a stucco. Il primo della navata di destra è dedicato a sant'Eustachio ed è opera del 1720 di Giuseppe Giosafatti e fu fatto erigere dal contingente di soldati corsi, in quegli anni acquartierati ad Ascoli. Il secondo, è dedicato alla Madonna della Pace, ed è stato realizzato tra il 1730 ed il 1731 da Lazzaro Giosafatti, e corredato da un dipinto a tempera su tavola tradizionalmente attribuito al pittore di scuola fabrianese da Francescuccio di Cecco Ghissi, documentato nella seconda metà del XIV secolo, raffigurante la Virgo Lactans, ossia una Madonna dell'Umiltà e popolarmente chiamata Madonna della Pace, poiché secondo la tradizione salvò più volte nei secoli la città, durante le lotte tra fazioni in epoca medievale, durante un'epidemia di colera del 1853 e nella fase più cruenta del secondo conflitto mondiale. La tavola è inserita entro una monumentale cornice realizzata nei primi anni dell'ottocento da Francesco Tartufoli.